# Husassistenternes Byggeforening og Alderdomshjem

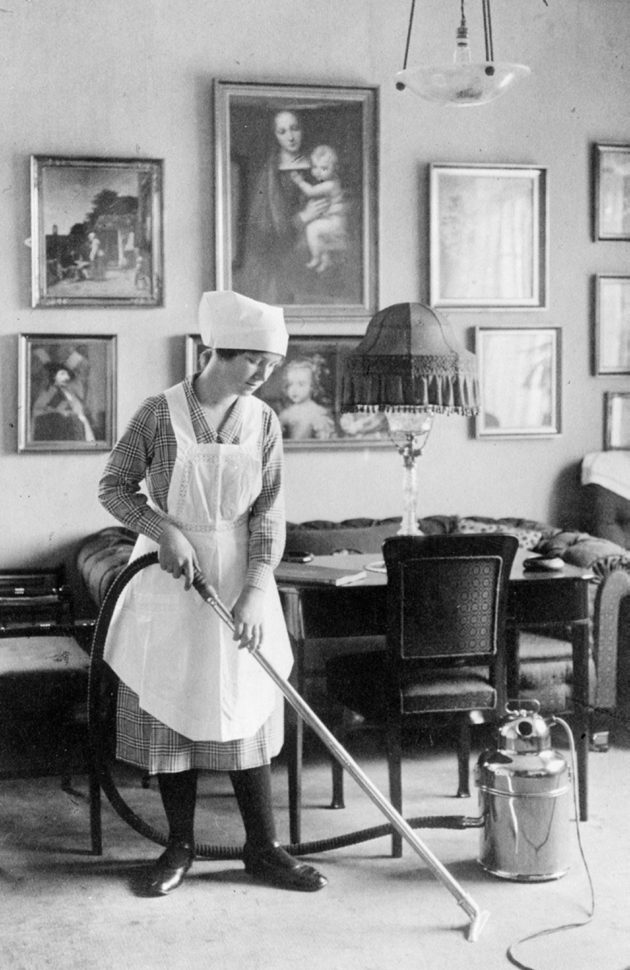
Tjänsteflicka städar i Danmark 1912. Husassistenternes Byggeforening og Alderdomshjem tog emot flera tidigare husassistenter.

'Husassistenternes Byggeforening og Alderdomshjem var en oberoende institution, bildad av Husassistenternes Forbunds Köpenhamns-avdelning och började byggas den 25 april 1934 som ett ålderdomshem i Köpenhamn, Danmark för tidigare husassistenter-barnflickor, och ge dem en bra ålderdom. Pengar dit donerades i en fond.
Fonden växte till 50 000 DKR. Ålderdomshemmet bestod av omkring 100 lägenheter.